# 前野自性
前野 自性（まえの よりなり、生没年不詳）は、安土桃山時代末期から江戸時代初期にかけての武将。前野自勝の三男で前野忠康（舞兵庫）の婿養子。讃岐高松藩江戸詰家老。前野助左衛門の通称で知られ、生駒騒動における前野派の主導者である。

## 経歴
自性は、前野自勝の次男に生まれる。はじめ前野小助を名乗る。前野忠康の子とする資料もあるが、誤りであり、前野忠康の婿養子である。
元は関白豊臣秀次の筆頭家老・前野長康の一門であり、文禄の役にも従軍した。しかし秀次事件ののちに離散し、前野吉康や前野九郎兵衛らとともに石田三成に仕えた。合渡川の戦いにも出陣したという。関ヶ原の戦い後は藤堂高虎に匿われたのち、高虎の娘を娶って藤堂家に仕えた。
後に高虎の斡旋で讃岐に転じて生駒家の家老となった。この時、同じく藤堂家臣岡田某の屋敷に匿われていた前野忠康の娘、於台を娶る。生駒一正に近侍し、生駒正俊の代には1,000石の重臣となる。与力は四宮三郎右衛門（350石）他19人。石高が他の重臣より少ないのは、大番組を預かる侍九人中で唯一分散知行に徹したためである。高松城内屋敷は東の曲輪（現在の香川県立ミュージアム周辺）にあり、北に前田刑部、妹婿小野木十左衛門、南に生駒左門の屋敷と面していた。のちに高虎の凱旋で高松藩江戸詰家老となる。

### 生駒騒動
生駒家は讃岐（香川県）高松城で、親正・一正・正俊・高俊と四代五十四年にわたって城主を務めた。高俊の代に家臣たちの勢力争いが起こり、「生駒騒動」と呼ばれる御家騒動が起きた。
元和7年（1621年）高俊は父正俊の死去により、十一歳で藩主となった。高俊はまだ幼かったので、国家老の生駒将監の力を抑えるために外様家臣である自性が家老に加えられた。藩の主導権をめぐってと両者とその派閥の間に対立が生じた。
自性は藤堂高虎や土井利勝（江戸幕府老中、大老職）に取り入り、前野長康の元家臣石崎庄兵衛の子、石崎若狭や同家臣、上坂勘解由らと計って、生駒将監を落とし入れ家老職から追放した。
将監は失意のうちに寛政9年（1632年）没した。生駒家の内紛は一旦はこれで終息したかに見えたが、自性は権力を楯に味方する森出羽守を後任の国家老とした。気が納まらないのは将監の嫡子生駒帯刀であった。寛永14年（1637年）、帯刀派は自性ら一類の者たちの横暴を訴えた。壱岐守生駒高俊付として「生駒帯刀指上訴状」十九ケ条にのぼる訴状を幕閣に上申した。かくて生駒家の内紛は表沙汰となり、豊臣系大名の取りつぶしの口実を幕府に与えることとなった。しかし、自性一派には藤堂高虎、土井利勝は娘が高俊の妻であり幕府大老職があり、両者の斡旋で事は一旦おさまり、破局は避けることができた。その後も両者の対立は解消せず。自性一派は生駒帯刀が水野日向守勝成の娘を室としていたので、陪臣（家来）の身で、大名家と婚姻を結ぶとはもってのほかであると非難したが、自性はその間に病死した。
その後、生駒帯刀は主君高俊を動かし、石崎、前野両人を罷免したので、両者はこの処置に激怒し、一類の者をはじめ家臣あげて武装して脱藩離散するという事態に至った。生駒家では幕閣の上裁を仰ぐが、事ここに至っては藤堂高次、土井利勝の力量をもってしても幕府を押さえることは許されず、寛永17年7月、生駒家讃岐高松藩十七萬千八百石は公収され、出羽国（秋田県）由利郡矢島へ移され、堪忍料一万石を与えられた。前野冶太夫、石崎若狭は切腹。上坂勘解由、森出雲守、石崎八郎右衛門、安藤蔵人（生駒隼人与力、1,000石）、岡村又兵衛、小野木十左衛門ら、前野氏に仕えた一類の人々も徒党を組んで国を走り出た罪で、いずれも死刑となった。このうち森出雲守は自性の娘婿、小野木十左衛門は妹婿であり、事実上の一門であった。一方、生駒帯刀は忠義の心から事を起したとはいえ、家老としての処置を誤ったという理由で出雲国（島根県）松江藩に預けられ、五十人扶持を与えられた。

## 氏族
自性の生家は良岑氏流前野氏系坪内氏の系統で、祖父である坪内勝長は良岑氏流前野氏の生まれだが、勝長の叔父にあたる坪内忠勝の養子となり、良岑氏流前野氏系坪内氏の跡を継いだ。良岑氏は桓武天皇皇子である良岑安世を始祖とする氏族で、その子孫の良岑高長（前野高長）が良岑氏流前野氏の祖である。自性はこの前野姓を名乗り、その名字は子孫に代々受け継がれた。また自性は新選組伍長の前野五郎の先祖であるとされる。

## 系譜
- 父：前野三太夫自勝
- 養父：前野兵庫助忠康
- 母：不詳（佐々成政妹か）
- 正室：前野兵庫助忠康娘
  - 男子：前野冶太夫唯雪
  - 男子：前野徳兵衛自有
  - 男子：齊藤源蔵
  - 女子：森出雲守室
  - 女子：伊東平七室
  - 女子：前野兵太夫（前野兵大夫辰定か）室
- 側室：藤堂高虎娘